# Шмит, Герман Иосиф
Герман Иосиф Шмит (27 октября 1796, Нижняя Франкония — 7 мая 1869, Ашшафенбург) — немецкий католический богослов, педагог, религиозный писатель.
Изучал богословие в Ашшафенбурге, в сан священника был рукоположён в сентябре 1819 года. С 1826 по 1840 год служил пастором в разных городах, в 1843 году был назначен школьным инспектором в районе Ашшафенбурга. В 1852 году вновь стал пастором в Ашшафенбурге, в 1854 году начал преподавать английский язык в одном из местных интернатов и одновременно ста королевским комиссаром школ в этой местности. В 1857 году стал епископальным комиссаром сразу нескольких школ и членом государственного совета Нижней Франконии, в 1867 году — королевским комиссаром школ всего Ашшафенбурга.
Известен трудами об отношениях Восточной церкви к Западной и исследованиями о русской церкви. Был активным противником протестантизма и не менее активным сторонником объединения православной и католической церквей.
Главнейшие его работы: «Harmonie der morgenländischen und abendländischen Kirche. Ein Entwurf zur Vereinigung beider Kirchen» (Вена, 1824; 2-е дополненное издание в 1863 году; переведено на новогреческий язык); «Die morgenländische griechisch-russische Kirche oder Darstellung ihres Ursprungs, ihrer Lehre, ihrer Gebräuche, ihrer Verfassung und ihrer Trennung» (1827); «Kritische Geschichte der neugriechischen und russischen Kirche mit besonderer Berücksichtigung ihrer Verfassung in der Form einer permanenten Synode» (1841; 2-е издание, 1854). Кроме того, ему принадлежат: «Versuch einer philosophisch-historischen Darstellung der Reformation in ihrem Ursprunge» (1826); «Grundideen des Mythus oder Spuren der göttlich geoffenbarten Lehre von der Welterlösung in Sagen und Urkunden der ältesten Völker» (1826); «Uroffenbarung oder die grossen Lehren des Christenthums nachgewiesen in den Sagen und Urkunden der ältesten Völker, vorzüglich in den kanonischen Büchern der Chinesen» (1834).